# Akebono Tarō
Akebono Tarō (曙 太郎?), pseudonimo di Chadwick Haheo Rowan (Waimanalo, 8 maggio 1969 – Tokyo, 11 aprile 2024), è stato un lottatore di sumo, artista marziale misto e wrestler statunitense naturalizzato giapponese.

## Biografia
Nato nelle Hawaii, Akebono, alto più di due metri e pesante circa 233 chilogrammi, iniziò la carriera da lottatore professionista nel marzo del 1988 e la concluse il 29 settembre 2001, dopo 654 vittorie sul ring e undici tornei conquistati, ottenendo così il settimo posto tra i plurivincitori della storia del sumo. Diventò il sessantaquattresimo yokozuna (gran campione) nel 1993, dopo aver nettamente vinto il torneo di Tokyo, diventando in tal modo il primo yokozuna straniero della storia.
Rimase nella categoria principale da solo per ben otto anni (primo combattente a riuscirci) e si ritirò dal mondo della lotta nel 2001. Dal 2005 prese parte ad alcuni incontri di wrestling. Uno dei suoi match più famosi nel mondo di wrestling fu quello di WrestleMania 21, dove sconfisse Big Show in un sumo match.
Nel 2003 Akebono decise di cimentarsi nel circuito del K-1 con pessimi risultati: perse infatti 8 incontri su 9 e l'unico incontro che lo vide vincitore fu contro Nobuaki Kakuda, che all'età di 46 anni decise di perdere volontariamente la sfida al fine di far ottenere ad Akebono almeno un successo.
Akebono morì a Tokyo l'11 aprile 2024 per insufficienza cardiaca, un mese prima di compiere 55 anni.

## Vita privata
Nel 1998 sposò la nipponica Christine Reiko e prese la cittadinanza giapponese.

## Titoli e riconoscimenti
All Japan Pro Wrestling
- AJPW World Tag Team CHampionship (1 - con Taiyo Kea)
- AJPW Asia Tag Team Championship (2 - con Ryota Hama)

Dragon Gate
- Open the Triangle Gate Championship (1 - con Don Fuji e Masaaki Mochizuki)

Pro Wrestling ZERO1
- ZERO1 World Heavyweight Championship (1)
- NWA World Premium Heavyweight Championship (1)
- NWA Intercontinental Tag Team Championship (2 - 1 con Shinjiro Otani - 1 con Daisuke Sekimoto)

Pro Wrestling Illustrated
- 265º tra i 500 migliori wrestler singoli nella PWI 500 (2011)

## Risultati nelle arti marziali miste
| Risultato | Record | Avversario   | Metodo                       | Evento                      | Data             | Round | Tempo | Città           | Note |
| --------- | ------ | ------------ | ---------------------------- | --------------------------- | ---------------- | ----- | ----- | --------------- | ---- |
| Sconfitta | 0–4    | Giant Silva  | Sottomissione (kimura)       | K-1 PREMIUM 2006 Dynamite!! | 31 dicembre 2006 | 1     | 1:02  | Osaka, Giappone |      |
| Sconfitta | 0–3    | Don Frye     | Sottomissione (ghigliottina) | Hero's 5                    | 3 maggio 2006    | 2     | 3:50  | Tokyo, Giappone |      |
| Sconfitta | 0–2    | Bobby Ologun | Decisione (unanime)          | K-1 Premium 2005 Dynamite   | 31 dicembre 2005 | 3     | 5:00  | Osaka, Giappone |      |
| Sconfitta | 0–1    | Royce Gracie | Sottomissione (omoplata)     | K-1 PREMIUM 2004 Dynamite!! | 31 dicembre 2004 | 1     | 2:13  | Osaka, Giappone |      |